# شهرستان لوهوت سینت موریس
شهرستان لوهوت سینت موریس (به انگلیسی: Le Haut-Saint-Maurice Regional County Municipality) یک منطقهٔ مسکونی در کانادا است که در موریسی، کبک واقع شده‌است. شهرستان لوهوت سینت موریس ۲۹٬۶۶۲ کیلومتر مربع مساحت و ۱۵٬۸۶۲ نفر جمعیت دارد.